# 藤岡信昭
藤岡 信昭（ふじおか のぶあき、1990年2月12日 - ）は、日本の俳優である。和歌山県出身、身長181cm、体重64kg。メディックスエンタテインメント（業務提携）。

## 人物
- 和歌山で生まれ育ち、高校と大学を大阪で過ごす。[3]前職はアパレル店員。[4][5]
- 親友に俳優、K-1選手、ロンドンオリンピック銅メダリストの競泳選手、立石諒と親友であり幅広い人脈を持っている。[6]
- 物心ついた時からNBAのファンである。[7]
- 2013年に出演した舞台「朗読☆男子」のメンバーには、"神"というあだ名で呼ばれていた。[8]
- 好きな飲み物はカルピス [9]

## 出演

### 映画
- ラブ＆ピース（2015年、東宝） - モデル 役
- クローズEXPLODE（2014年、東宝） - 黒咲工業1年生 役
- 東京〜ここは、硝子の街〜（2014年、ムービーマジック） - 本間祐介 役
- サル・ウィンドウピリオド（2014年、アルトマン・ピクチャーズ） - 福家稔 役
- 半グレVSやくざ3（2014年、オールイン・エンタテインメント） - 西田 役
- 闇金ウシジマくん_(映画)第2作（2015年、S・D・P） - 愛沢連合の残党 役
- ズタボロ（2015年、東映） - 不良相手役

### TV
- 仮面ティーチャー（NTV） - 不良生徒 役
- 音楽のちから（NTV） - 北山修 役
- 有吉ゼミ（NTV、2014年12月22日OA）
- (ZIP!)壁ドン男子（NTV）
- サンバリュ 「ラストクライマックス」（NTV）
- 行列のできる法律相談所（NTV）
- ジョブチューン（TBS） - 職業モデルレギュラー
- 捜査指揮官 水城さや（TBS、2014年1月6日OA） - 筒井雅夫 役
- SMAP×SMAP（CX） - 不良生徒 役
- ヤバい検事 矢場健〜ヤバケンの暴走捜査〜（CX、2014年1月OA） - 里中 役
- ブサイクの神様（BSフジ） - ブサイク 役
- ドクターX〜外科医・大門未知子〜（EX） - 研修医レギュラー
- 熱血硬派くにおくん（NOTTV） - 第8話　武赦紋漸メンバー 役
- 上流階級〜冨久丸百貨店外商部〜（CX） - 外商部「古谷」役
- オモクリ監督（CX） - 劇団ひとり作品
- THE HOUSE second season（MX） - シェアハウスドキュメンタリー
- アカギ（2015年、BSスカパー!） - ニセアカギ 役

### CM
- 果汁グミ ‐変身みかん篇‐
- スプライト スプラッシュ
- アサヒスーパードライ
- ローソン 実りベーカリー
- AQUOS PHONE ZETA SH-06E
- 西友 ‐お金うきうき篇‐
- はなまるうどん ‐ススリンカップ‐

### コンテスト
- ミスター・ワールド 2014年 準グランプリ
- ミスター・ワールド 2015年 ファイナリスト

### PV
- Crystal Kay「君がいたから」 - 不良役
- 小野賢章「ZERO」
- lecca「Clown Love」 - 婚約者役
- ゲスの極み乙女。「crying march」
- MACO「ありがとう」 - ライバル役

### 舞台
- 朗読劇「朗読☆男子」 - 利休千歳役

### ショー
- 東京ボーイズコレクション VO.1,2,3

### 雑誌
- Gainer （光文社）